# Приключенческая литература

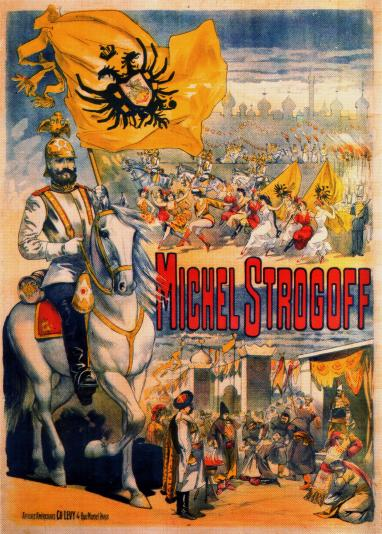
Афиша спектакля по роману Жюля Верна «Михаил Строгов: царский курьер» (1880)

Приключенческий роман (также авантюрный роман, от фр. aventure) — жанр романа, сформировавшийся в середине XIX века на волне романтизма и неоромантизма с характерным для них стремлением бежать от мещанской повседневности в мир экзотики и героизма. В более широком смысле можно говорить о существовании особого авантюрного жанра, или приключенческой литературы, которую отличают резкое деление персонажей на героев и злодеев, «стремительность развития действия, переменчивость и острота сюжетных ситуаций, преувеличенность переживаний, мотивы похищения и преследования, тайны и загадки». Задача приключенческой литературы — не столько поучать, анализировать или описывать реальность, сколько развлекать читателя.

## Поджанры
Предшественниками авантюрного романа XIX века были романы плутовские, готические и исторические (Вальтер Скотт, Фенимор Купер, Виктор Гюго). Заметный вклад в становление жанра внесли такие мастера романтической и неоромантической прозы, как Александр Дюма во Франции и Р. Л. Стивенсон в Великобритании. На первых порах различались романы историко-приключенческие («Три мушкетёра», «Королева Марго») и социально-приключенческие, из современной жизни («Граф Монте-Кристо», «Парижские тайны»).
Конец XIX и начало XX века — «золотой век» приключенческого жанра, который к этому времени распался на несколько подвидов:
- Колониальные романы Дж. Конрада («Лорд Джим», «Сердце тьмы»), Р. Хаггарда (книги про Аллана Квотермейна), П. Лоти, Л. Буссенара, Л. Жаколио, П. Бенуа и др.
  - Книги о поисках сокровищ («Золотой жук» Эдгара По, «Остров сокровищ» Р. Л. Стивенсона, «Копи царя Соломона» Г. Р. Хаггарда, «Похитители бриллиантов» Луи Буссенара).
  - Морской роман Г. Мелвилла и Ф. Марриета.
    - Романы о пиратах: «Остров сокровищ» Р. Л. Стивенсона, «Пираты Мексиканского залива» В. Рива Паласио, «Грабители морей» Луи Жаколио, «Одиссея капитана Блада» Р. Сабатини, «Неуловимый корсар[фр.]» Поля д’Ивуа.

  - Робинзонада — истории о необитаемых островах («Коралловый остров» Р. Баллантайна) и о «детях джунглей» (Маугли из «Книги джунглей» Р. Киплинга, Тарзан из цикла произведений Э. Берроуза).
- Романы плаща и шпаги — сюжеты из европейской истории XVI—XVIII вв. («Капитан Фракасс» Теофиля Готье, «Алый Первоцвет» Эммы Орци, цикл романов Мишеля Зевако о шевалье де Пардальяне).
  - Руританские романы, действие которых происходит в современных, но вымышленных странах Центральной Европы («Принц Отто» Р.Л. Стивенсона, «Пленник Зенды» Э. Хоупа)
- Романы про индейцев (Дж. Ф. Купер, Т. М. Рид, Г. Эмар, Карл Май, Эмилио Сальгари, Лизелотта Вельскопф-Генрих, Дж.У. Шульц, Гэри Дженнингс, Кэрен Луиза Э́рдрич и др.)
- Книги про животных (Дж. Лондон, Дж. О. Кервуд, Э. Сетон-Томпсон, Р. Киплинг).
- Уголовно-сенсационные романы на темы убийств, адюльтера, подмены детей и т. п. («Тайна Эдвина Друда» Ч. Диккенса, «Лунный камень» У. Коллинза).
  - Бульварные романы (продукция Ксавье де Монтепена и Гастона Леру, «Петербургские трущобы» Вс. Крестовского).
  - Романы о супергероях (Рокамболь Понсона дю Террайля) и гениальных преступниках (Арсен Люпен Мориса Леблана, Фантомас Марселя Аллена и Пьера Сувестра, Фу Манчу Сакса Ромера, Раффлз Э.У. Хорнунга).
- Шпионские романы («Ким» Р. Киплинга, «39 ступеней» Дж. Бакена, позднее — романы Я. Флеминга о Джеймсе Бонде). Зорро — герой бульварных романов Джонстона Маккалли.

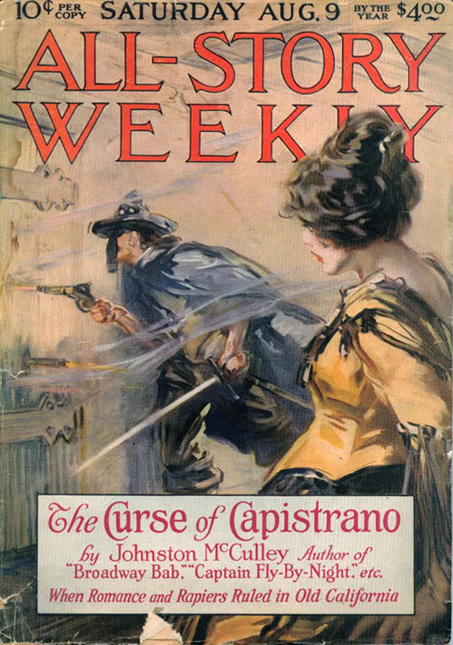
Зорро — герой бульварных романов Джонстона Маккалли.

- Оккультные романы Жорж Санд, Теофиля Готье и Бульвер-Литтона; мистикой также пропитаны многие романы ужасов (Брэм Стокер).

Один из самых популярных авторов, писавших в авантюрном жанре, Жюль Верн, заложил основы научной фантастики, хотя создал и немало традиционных приключенческих романов («Вокруг света за 80 дней», «Дети капитана Гранта»). Один из зачинателей детективного жанра, Артур Конан Дойль, также писал приключенческие рассказы о похождениях бригадира Жерара в годы Наполеоновских войн.
Приключенческие романы, особенно колониальные, были востребованы в России ещё до революции. Их переводы издавались вскоре за оригиналами, и притом значительными тиражами. В Советской России в приключенческом жанре работали А. Грин, В. Каверин, А. Толстой, Г. Адамов, А. Рыбаков. Издавалась серия «Библиотека приключений».
К середине XX века детективы и фантастика вытесняют классический авантюрный роман с магистрального направления массовой литературы. Большое распространение получают комиксы с приключенческим сюжетом (Тинтин, Корто Мальтезе и др.). В качестве примеров современной приключенческой литературы можно привести крипто-детективные романы Дэна Брауна о профессоре Лэнгдоне и цикл морских романов Патрика О’Брайана о Джеке Обри и Стивене Мэтьюрине.